# ご当地楽しみ隊
ご当地楽しみ隊（ごとうちたのしみたい）は、日本のインターネットテレビ番組。
メンバーは、辻本耕志（フラミンゴ）、砂川禎一郎（夜ふかしの会）、図師光博（俳優）、長谷川大輔（構成作家）で構成されている。

## 概要
YouTubeにてインターネット配信されている、旅バラエティー番組で、芸人、役者、作家の4人が全国各地のご当地に出向き、そのご当地を誰よりも、全力でゆる〜く楽しむ。その土地を活かしたご当地ゲームや、罰ゲームを独自で作り、その土地を楽しむ。箱根編、南房総編、山梨編、秩父編、天龍村編、中之条町編、デカモンハンター編が配信されてきた。
旅以外にも、月一回ペースで、「ご当地楽しみ隊！のお楽しみ会！」というトークライブイベントを開催している。他にも、新しく旅に行った後、配信より先行してお客と共にお酒を飲みながら、その映像を観るという試写会イベントを開催している。配信元は株式会社メディアブレスト。

## メンバー
- 辻本耕志（フラミンゴ）
- 砂川禎一郎（夜ふかしの会）
- 図師光博（俳優）
- 長谷川大輔（構成作家）
- 瀬戸岡敦  メディアブレスト（カメラマン兼ディレクター）

## 結成の由来
結成は、2008年。もともと仲の良かったメンバー4人が、プライベートで旅行に行こうと計画を立てていた中で、その旅行を動画で撮影したのがはじまり。そのテープを、「フラミンゴ」「夜ふかしの会」などの、お笑い芸人のネタを配信している株式会社メディアブレストに持っていったところ、編集して配信が始まった。それが、第1回の「箱根編」である。

## 出演

### YouTube
- 第7回 - デカモンハンター 関東編 [1]
- 第6回 - 中之条町編 [2]
- 第5回 - 天龍村編 [3]
- 第4回 - 山梨編 [4]
- 第3回 - 秩父編（配信終了）
- 第2回 - 南房総編（配信終了）
- 第1回 - 箱根編（配信終了）

### 上映会＆トークライブイベント
- 『ご当地楽しみ隊！上映会トークライブ！vol.1』箱根編
忘年会も兼ねてワイワイ楽しみたい！［2008年12月19日　クワトロエスプラス］
- 『ご当地楽しみ隊！上映会トークライブ！vol.2』天龍村編
夏だね！ビールだね！みんなでワイワイ楽しみたい！［2009年7月17日  阿佐ヶ谷ロフトA］
- 『ご当地楽しみ隊！上映会トークライブ！vol.3』山梨編
春だけどまだ寒いからみんなでワイワイ楽しみたい！［2010年3月6日  阿佐ヶ谷ロフトA］
- 『ご当地楽しみ隊！上映会トークライブ！vol.4 』未公開映像＆ライブ限定特別企画
春を待ちながらみんなでワイワイ楽しみたい！［2011年3月19日 阿佐ヶ谷ロフトA］
- 『ご当地楽しみ隊！上映会トークライブ！vol.5』群馬・中之条町編
春だからビールを片手にみんなでワイワイ楽しみたい！［2012年4月21日  阿佐ヶ谷ロフトA］
- 『ご当地楽しみ隊！トークライブ！vol.6』
深夜だけどみんなでワイワイ新年会を楽しみ隊!!＆その様子を公開ユーストしちゃい隊！！［2014年1月4日  阿佐ヶ谷ロフトA］